# COSCO SHIPPING Lines
COSCO SHIPPING Lines Co., Ltd. (Chinees: 中远海运集运) (oude naam: COSCO Container Lines Co. Ltd., van China Ocean Shipping Company) is een rederij van containerschepen met hoofdvestiging in Shanghai. In maart 2016 verdubbelde haar omvang door de fusie met CSCL (China Shipping Container Lines) en op 18 november 2016 werd de naam gewijzigd in COSCO SHIPPING Lines Co., Ltd.. De aandelen van de rederij zijn in handen van de COSCO SHIPPING Holdings Co Ltd., een bedrijf met een beursnotering op de Shanghai Stock Exchange. Na een geslaagd bod is COSCO SHIPPING Holdings per medio 2018 ook eigenaar geworden van OOIL, met de containerrederij OOCL.  

## Activiteiten
Per eind 2017 bestond de vloot uit 360 schepen met een gezamenlijke capaciteit van 1,8 miljoen TEU. Met deze vloot staat de rederij op de vierde plaats wereldwijd en op de eerste in Azië. De rederij vervoerde in het jaar 20,9 miljoen TEU. Het netwerk bestaat uit 355 routes, waarvan 225 internationaal, 44 routes langs de Chinese kust en 86 routes op de grote Chinese rivieren. De schepen doen 267 havens aan in 85 landen.
Het maakt onderdeel uit van de OCEAN Alliance met CMA CGM, Evergreen Line en Orient Overseas Container Line (OOCL).
Er werkten 18.018 mensen voor het bedrijf, exclusief inhuurkrachten van andere bedrijven. Hiervan waren er 13.581 werkzaam in China en 4437 in het buitenland. 

## Geschiedenis

### Fusie met China Shipping
De handel in de beursgenoteerde bedrijven China Ocean Shipping Company (COSCO) en China Shipping werd vanaf 10 augustus 2015 opgeschort. De twee grootste Chinese staatsrederijen praatten over een fusie. In de lijnvaart staan COSCO Container Lines en China Shipping Container Lines (CSCL) op de zesde en zevende plaats van grootste containerreders. Samen komen ze op de vierde plaats, waarbij ze groter worden dan Hapag-Lloyd en Evergreen Line. Met een vlootcapaciteit van 1,55 miljoen TEU blijft de nieuwe combinatie wel iets kleiner dan de Franse containerreder CMA CGM met een capaciteit van 1,8 miljoen TEU. Een fusie kan leiden tot een wijziging van de samenstelling van de grote container-allianties. COSCO is lid van de CKYHE alliantie, terwijl CSCL samen met CMA CGM en United Arab Shipping Company (UASC) de Ocean Three (O3) alliantie vormt. Op 1 maart 2016 werd de fusie van de twee rederijen geëffectueerd.

### Overname OOIL
Op 9 juli 2017 deed COSCO SHIPPING Holdings een bod van US$ 6,3 miljard op alle aandelen OOIL. De meerderheidsaandeelhouder in OOIL heeft al ingestemd met het bod. OOIL is de eigenaar van de containerrederij OOCL met een wereldwijd marktaandeel van 2,7%. Na de overname wordt COSCO SHIPPING Holdings de derde containertransporteur over zee ter wereld, na Maersk en Mediterranean Shipping Company. Na de overname heeft COSCO een vloot van 400 schepen met een capaciteit van bijna 3 miljoen TEU. Op 24 juli 2018 werd de overname afgerond. De twee rederijen mogen nu in een hand zijn, op de markt blijven de twee separaat opereren.